# Kõrksaar
Kõrksaar är en ö i sydvästra Estland. Den ligger i Varbla kommun och landskapet Pärnumaa, 130 km söder om huvudstaden Tallinn. Öns area uppgår till 0,91 kvadratkilometer. Kõrksaar ligger mellan halvön Sõmeri poolsaar i väster och ön Rootsiklaid i öster. Den senare namnet är estniska för Sverigeön, ett minne av de estlandssvenskar som förr var bosatta i området.